# Mercedes-Benz L3000
O Mercedes-Benz L3000 era um caminhão 4x2 com tração traseira e de 3 toneladas usado pela Alemanha Nazista na Segunda Guerra Mundial, movido por um motor diesel Daimler-Benz OM 65/4 74 HP de 4 cilindros. Foi utilizado juntamente com o Opel Blitz e revelou-se ainda mais fiável em terrenos acidentados; e foi usado em todos os fronts e extensivamente pelo Afrika Korps. Foi fabricado em três versões, o L3000, o L3000A e o L3000S, de 1938 a 1944. Quando a produção foi descontinuada, mais de 27.700 caminhões do tipo L3000 foram fabricados, tornando-o o caminhão Mercedes-Benz mais produzido da Segunda Guerra Mundial.

## História
A partir de 1896, a Daimler-Motoren-Gesellschaft fabricou não apenas automóveis de passageiros, mas também caminhões leves e pesados com carga útil de até 10 t para os setores civil e militar. O Reichswehr também usou caminhões de 3 toneladas como transporte de pessoal. A Daimler-Benz em 1934 produziu alguns veículos de teste off-road sob o nome Mercedes-Benz LG 63, que passou por testes bem-sucedidos como um Mercedes-Benz LG 3000 em produção em massa e foi entregue a partir de 1936 para a Wehrmacht, Reichspost, Reichsbahn e operações de negócio.
O L3000 foi usado em todos os principais teatros da Segunda Guerra Mundial onde as forças alemãs foram implantadas e também foi usado por bombeiros civis.

## Variantes
- L3000 - versão civil
- L3000A - versão militar com tração integral
- L3000S - versão militar usando algumas peças padronizadas

## Na cultura popular
Uma réplica de um L3000 baseado no chassi de um GMC CCKW aparece no filme Os Caçadores da Arca Perdida de 1981. Ele está envolvido na cena de perseguição mais famosa do filme.
Um caminhão Lo 2000 ou L3000 modificado transportando um destacamento de Einsatzkommandos da SS aparece na cena de chegada à vila do filme de terror britânico de 1983, A Fortaleza Infernal, ambientado na Romênia em 1941.